# Chaos (Buffy)
Pour les articles homonymes, voir Chaos.
Chaos est un épisode de la saison 6 de la série télévisée Buffy contre les vampires en deux parties, mais sans coupure entre les deux, et il constitue les 1er et 2e épisodes de la saison. 

## Résumé

### Partie I
Quatre mois se sont écoulés depuis le sacrifice de Buffy. Avec l'aide du Buffy-robot, les amis de la Tueuse continuent de tuer les vampires. Willow et Tara habitent désormais avec Dawn et la Buffy-robot, utilisée pour garder secrète la mort de la véritable Buffy, ce pour protéger la ville des créatures démoniaques et permettre à Dawn de continuer à vivre à Sunnydale plutôt qu'avec son père. Malgré les améliorations de Willow, le robot reste imparfait dans ses interactions sociales, mais arrive à faire illusion, notamment lors d'une réunion entre les professeurs de sa sœur et les parents des autres élèves du lycée. 
A la boutique de magie, les relations entre Anya et Giles sont tendues, l'ancien démon s'impatientant du départ de l'ancien Observateur de Buffy pour l'Angleterre. Elle en veut également à Alex de retarder l'annonce de leur mariage, son fiancé considérant qu'une annonce en période de deuil serait aussi prématurée que déplacée.  
Plus tard, Dawn passe la soirée avec Spike, chargé par Willow et Tara de la surveiller en leur absence. Elle se plaint du comportement de l'automate et essaye d'amener le vampire à la laisser seule, estimant qu'elle n'a besoin de n'être ni surveillé, ni protégé. Mais Spike refuse catégoriquement, par peur qu'elle ne se fasse attaquer. Pendant ce temps, la Buffy-robot patrouille et sauve une jeune femme attaqué par un vampire. Malheureusement, non seulement elle échoue à le tuer, mais elle est aussi endommagée, permettant au vampire de comprendre qu'elle est une machine, avant de prendre la fuite. Chez Alex et Anya, cette dernière donne à Willow et Tara une urne magique. Willow annonce alors que tous les objets nécessaires ayant été réunis, le projet sur lequel ils travaillent depuis longtemps va pouvoir se réaliser : le lendemain soir, ils ressusciteront Buffy. Alex et Anya ne sont pas sans émettre des doutes quant à cette opération, sitôt réfutés par la sorcière. Buffy n'étant pas morte de mort naturelle, il existe une réelle possibilité de la ramener. En outre, sa mort étant d'origine mystique, leur amie peut très bien être piégée dans une dimension démoniaque. Enfin, nul d'autre qu'eux ne doit être mis au courant de ce projet. A leur retour chez les Summers, Willow trouve le Buffy-robot, programmé pour retourner à elle en cas de dommages, le répare. La nuit, Dawn quitte sa chambre et va dormir au côté du robot, qui recharge ses batteries dans la chambre de la Tueuse.  
Le lendemain, dans la salle d'entrainement de la boutique, Giles affronte le robot et la conseille, pour qu'elle paraisse le plus humain possible. En conversant avec elle, Giles confie se demander si sa protégée ne s'en serait pas mieux sortie s'il n'avait pas été là, et se sentir coupable de la mort de Buffy. Face à ses doutes, l'automate questionne alors le bibliothécaire sur sa présence en ville. Pendant ce temps, le vampire de la nuit précédente rend visite à un groupe de démons motards, et leur apprend que la Tueuse a été remplacé par un robot. Les démons tuent le vampire et se mettent en route vers Sunnydale. Willow, de son côté, attire à elle une biche au bord d'une rivière, et la tue en l'égorgeant, récupérant ainsi son coeur, dernier ingrédient nécessaire au rituel. Elle retourne à la boutique, ou elle retrouve Tara, Alex et Anya, et leur cache son acte. Ils découvrent tous les quatre un mot de Giles dans lequel il annonce son départ pour l'Angleterre. Rejoint par Dawn, ils se rendent à l'aéroport et font leurs adieux à l'ancien Observateur. 
Alors que la nuit est tombée, les démons motards arrivent en ville et commencent à la saccager et attaquer les passants. Ils tombent alors sur la Buffy-robot, et l'endommagent en la combattant. Suivant son programme, elle retourne auprès de Willow. Cette dernière est sur la tombe de Buffy avec Tara, Alex et Anya, et ont lancé le rituel suivant ses instructions. Son exécution est difficile, mais la sorcière tient bon malgré les épreuves auxquels les forces magiques la soumette. Buffy-robot arrive à ce moment-là, suivis par les démons motards, ce qui perturbe le rituel et oblige les amis de Buffy à prendre la fuite. Cachés dans les bois, Alex annonce à une Willow très affaiblie que le rituel n'a pas fonctionné. Dans sa tombe, la Tueuse se réveille, ramenée à la vie. 

### Partie II
Dans les bois, le Buffy-robot est capturé par les démons et Tara et Anya retrouvent Alex et Willow. Alex leur propose de regagner la boutique séparément et d'y joindre Dawn et Spike. Alex emmène Willow, encore inconsciente, avec lui. Lorsque son amie se réveille, elle est désespérée de comprendre que le rituel n'a pas marché et qu'ils ne pourront plus le recommence. En parallèle, dans sa tombe, une Buffy complètement terrorisée commence à s'échapper de son cercueil.  
Chez les Summers, Spike remarque la présence des démons. Avec Dawn, il comprend qu'ils sont en ville parce qu'ils savent que la Tueuse est morte. Estimant qu'il ne peut pas la protéger en restant dans la maison, il décide qu'il vaut mieux qu'ils prennent la fuite. Il vole une moto et tente de quitter la ville avec Dawn, alors que Buffy s'extirpe de sa tombe. Désorientée à la vue de sa pierre tombale, elle ère dans un Sunnydale pillé, dévasté et en proie au chaos.  
Tara et Anya arrivent les premières à la boutique, jusqu'à présent épargnée par les démons. Croyant que leurs amis sont peut-être perdus, la sorcière lance un sortilège qu'elle a élaboré avec Willow pour se retrouver en cas de séparation. Sous la forme d'une petite sphère lumineuse, le sortilège retrouve Willow et Alex et les guident jusqu'à la boutique. Réunis, les amis de la Tueuse sont anéantis par l'échec du sortilège. Ils cherchent maintenant à retrouver Spike et Dawn et à chasser les démons de la ville. Ces derniers, déterminés à s'installer à Sunnydale, célèbrent leur pillage en détruisant Buffy-robot sous les yeux de la véritable Buffy, qui assistait à la scène après être tombé sur eux par hasard. Repérée et pourchassée, elle s'enfuit et tombe sur ses amis, qui la prenne d'abord pour le robot avant que Willow ne la reconnaisse. La Tueuse prend à nouveau la fuite en les voyant. Rattrapée, ses amis constatent son état de choc et comprennent qu'elle a été ressuscité dans sa tombe, d'où elle a dût s'extirper. Ils essayent de la raisonner, mais sont ils sont surpris par les démons. Après avoir essayé de les dissuader de se battre, un combat commence, au cours duquel Buffy arrive à vaincre presque à elle seule les démons. En parallèle, Spike et Dawn découvrent les restes du Buffy-robot. Avant de s'éteindre, elle dit à Dawn qu'elle a vu une autre Buffy, la poussant à prendre la moto de Spike et se mettre à la recherche de sa sœur. 
Après avoir vaincu les démons, Buffy s'éloigne, laissant sans le savoir ses amis aux prises avec le chef des démons, tué après un nouveau combat par Tara alors qu'il s'apprêtait à étrangler Willow. En continuant son exploration, la Tueuse tombe sur la tour construite par les sbires de Gloria et de laquelle elle s'est jetée quelques mois auparavant. Montée à son sommet, elle repense à ses derniers instants, et s'apprête à sauter à nouveau dans le vide. Elle est finalement retrouvée par Dawn, qui s'est doutée que sa sœur pourrait revenir sur les lieux de sa mort. Elle parle alors de la tristesse et de la solitude qu'elle a ressentie ces derniers mois, et d'à quel point elle a besoin d'elle. Mais ce n'est que lorsque la tour vacille et que Dawn manque de tomber que Buffy sort de sa torpeur et sauve la vie de sa petite sœur. En bas de la tour, Dawn l'enlace de bonheur, mais Buffy, elle, ne semble pas heureuse d'être revenue.

## Statut particulier
Cet épisode est le premier à avoir été diffusé sur la chaîne UPN après que celle-ci a récupéré le contrat des droits de diffusion sur la série. À cette occasion, un double épisode spécial a donc été demandé par la chaîne et Joss Whedon a accepté à condition que les deux parties de l'épisode soient diffusées l'une à la suite de l'autre. Lors de sa première diffusion aux États-Unis, l'épisode a obtenu le second meilleur score d'audience de toute la série en réunissant 7,7 millions de téléspectateurs. C'est également le premier épisode de la série dans lequel le personnage de Giles n'apparaît pas au générique après une présence continue durant les 5 premières saisons. 
Après être restée morte pendant plus de quatre mois, Buffy est ramenée à la vie au moyen d'un rituel magique accompli par Willow, avec l'aide d'Alex, Anya et Tara. Cette résurrection accomplie magiquement va avoir des conséquences tout au long de la saison, Buffy ayant beaucoup de mal à se réadapter à la vie sur Terre alors qu'elle pensait en avoir terminé avec sa mission de Tueuse. Elle a en effet été arrachée à une dimension paradisiaque alors que ses amis pensent l'avoir sauvé des tourments d'une dimension infernale. Par ailleurs, Willow franchit une nouvelle étape dans l'accroissement de ses pouvoirs magiques mais commence également à cacher des choses à ses amis concernant son rapport à la magie, première étape de son addiction. Ces deux éléments font partie des principaux fils conducteurs de la saison.
Noel Murray, du site The A.V. Club, évoque un épisode à la fois « amusant et ayant une résonance sur le plan émotionnel » mais il trouve la première partie de l'épisode beaucoup plus forte que la deuxième même si l'a apprécié dans son ensemble. Mikelangelo Marinaro, du site Critically Touched, qui donne respectivement aux deux parties les notes de A et B+, estime que ce double épisode représente avec celui qui les suit « l'un des groupes d'épisodes les plus sombres qu'il ait vus à la télévision », la première partie constituant « de loin la meilleure ouverture de saison de la série » et la deuxième partie étant « fantastique quand elle se concentre sur Buffy », avec « un jeu d'acteur vraiment subtil de Sarah Michelle Gellar », mais consacrant « trop de temps à ces absurdes démons motards »,. Pour les rédacteurs de la BBC, la première partie bénéficie d'une « intrigue dense » et procure « beaucoup d'émotions », mais aussi de rires, avec une « formidable dynamique entre les personnages » alors que la deuxième partie est « plus laborieuse », toute l'intrigue avec la menace du gang de démons « n'étant pas menée de manière satisfaisante »,.

## Musique
- Static-X - Permanence

## Distribution

### Acteurs et actrices crédités au générique
- Sarah Michelle Gellar : Buffy Summers / Buffy-robot
- Nicholas Brendon : Alexander Harris
- Emma Caulfield : Anya Jenkins
- Michelle Trachtenberg : Dawn Summers
- James Marsters : Spike
- Alyson Hannigan : Willow Rosenberg

### Acteurs et actrices crédités en début d'épisode
- Anthony Stewart Head : Rupert Giles
- Franc Ross : Razor
- Amber Benson : Tara Maclay